# Межиріч (Пологівський район)
Межи́річ —  село в Україні, у Федорівській сільській громаді Пологівського району Запорізької області. Населення становить 44 осіб. До 2019 орган місцевого самоврядування - Новоселівська сільська рада.

## Географія
Село Межиріч знаходиться на правому березі річки Гайчул, нижче за течією на відстані 0,5 км розташоване село Степанівка, на протилежному березі - село Новоселівка.

## Історія
На 1859 рік у єврейській колонії №4 Межиріч над річкою Гайчур було 50 подвір'їв , 566 мешканців й єврейська синагога.
На 1888 рік тут мешкало 699 осіб, 53 дворів, синагога.
12 червня 2020 року, відповідно до Розпорядження Кабінету Міністрів України від № 713-р «Про визначення адміністративних центрів та затвердження територій територіальних громад Запорізької області», увійшло до складу Федорівської сільської громади.
17 липня 2020 року, в результаті адміністративно-територіальної реформи та ліквідації колишнього Пологівського району (1923-2020), село увійшло до складу новоутвореного Пологівського району.